# Герб Богородского городского округа
Герб Богородского городского округа — один из официальных символов (наряду с флагом) муниципального образования Богородский городской округ Московской области России. 
Утверждён решением органа законодательной власти Ногинского района Московской области от 22 апреля 2002 года как герб Ногинского муниципального района.
Символика Ногинского муниципального района была принята в качестве герба и флага Богородского городского округа как его правопреемника решением Совета депутатов от 17 сентября 2018 года

## Описание и обоснование символики
Геральдическое описание гласит:
В золотом поле шесть червленых веретен: 3 и 3. В вольной части щита герб Московской области
Герб разработан на основе исторического герба уездного города Богородска Московской губернии (современного Ногинска) Высочайше утвержденного 16 марта 1883 года (по старому стилю). Описание исторического герба гласит: «Въ золотомъ щит? шесть червленыхъ пустыхъ ромбъ. Въ вольной части гербъ Московскiй. Щить ув?нчанъ серебряною башенною короною о трехъ зубцахъ. За щитомъ два накрестъ положенные золотые молотка, соединенные Александровскою лентою».
Использование исторического герба в качестве основы современного районного герба символизирует сохранение исторических и культурных традиций, преемственность многих поколений жителей Ногинской земли.
Геральдические фигуры - сквозные ромбы - традиционный символ ткачества, которым издавна славились Богородские земли.
Золото - символ урожая, богатства, стабильности, уважения, интеллекта, тепла и энергии.
Красный цвет - символ мужества, силы, труда, красоты и праздника.
Вольная часть указывает на территориальную принадлежность Ногинского муниципального района.
Авторы: М.Медведев, К.Моченов, С.Исаев.
За основу герба Богородского городского округа герб города Богородска работы Б. В. Кене.

## История

### Первый герб
Первый герб города был высочайше пожалован 20 декабря 1781 года (ПСЗ, собр.1, т.21, №15304) вместе с другими гербами городов Московской губернии.
Геральдическое описание гласит:
В верхней половине герб московский, в нижней - "инструмент, которым навивается шелк, в золотом поле; в знак многих шелковых фабрик, находящихся в сем уезде

### Герб Кёне
В результате геральдической реформы Б. В. Кене (ПСЗ-3, т.6, № 1439а) был разработан новый герб герб Богородска.Прежний герб Богородска Б. Кёне счел недопустимым, поскольку, по его мнению, прядильный станок не является геральдической фигурой.
Геральдическое описание гласит:
В золотом щите шесть червленых пустых ромбов. В вольной части герб Московский. Щит увенчан серебряной башенной короною о трех зубцах. За щитом два накрест положенных золотых молотка, соединенных Александровской лентою
Герб 1983 года высочайше пожалован городу Богородску императором Александром III. Впоследствии он лег в основу современного герба Богородского городского округа.

### Советское время
Поскольку район образован в 1929 году, в советский период, о создании официальной символики административно-территориальной единицы никто не задумывался. После 1991 года решение о гербе Ногинского райна Московской принято в 2003 году.